# Estado mental
Um estado mental, ou uma propriedade mental, é uma característica da mente de uma pessoa. Os estados mentais formam uma classe diversa, incluindo percepção, experiência de dor, crença, desejo, intenção, emoção e memória. Há controvérsia a respeito da definição exata do termo. Segundo as abordagens epistêmicas, a marca essencial dos estados mentais é que seu sujeito tem acesso epistêmico privilegiado, enquanto outros só podem inferir sua existência a partir de signos externos. As abordagens baseadas na consciência sustentam que todos os estados mentais ou são conscientes por si mesmos ou têm a relação correta com os estados conscientes. As abordagens baseadas na intencionalidade, por outro lado, veem o poder das mentes de se referir a objetos e representar o mundo como a marca do mental. Segundo as abordagens funcionalistas, os estados mentais são definidos em termos de seu papel na rede causal independente de suas propriedades intrínsecas. Alguns filósofos negam todas as abordagens mencionadas acima, sustentando que o termo "mental" se refere a um agrupamento de ideias vagamente relacionadas sem uma característica unificadora subjacente compartilhada por todas. Várias classificações sobrepostas de estados mentais foram propostas. Distinções importantes agrupam fenômenos mentais de acordo com se são sensoriais, proposicionais, intencionais, conscientes ou ocorrentes. Os estados sensoriais envolvem impressões sensoriais como percepções visuais ou dores corporais. Atitudes proposicionais, como crenças e desejos, são relações que um sujeito tem com uma proposição. A característica dos estados intencionais é que eles se referem a objetos ou estados de coisas. Os estados conscientes fazem parte da experiência fenomênica, enquanto os estados ocorrentes são causalmente eficazes dentro da mente do dono, com ou sem consciência. Uma classificação influente dos estados mentais deve-se a Franz Brentano, que argumenta que existem apenas três tipos básicos: apresentações, julgamentos e fenômenos de amor e ódio.
Os estados mentais são geralmente contrastados com aspectos físicos ou materiais. Para os fisicalistas (não eliminativos), são um tipo de propriedade de alto nível que pode ser entendida em termos de atividade neural de grãos finos. Os dualistas de propriedades, por outro lado, afirmam que tal explicação redutora não é possível. Os eliminativistas podem rejeitar a existência de propriedades mentais, ou pelo menos daquelas correspondentes a categorias psicológicas populares, como o pensamento e a memória. Os estados mentais desempenham um papel importante em vários campos, incluindo a filosofia da mente, a epistemologia e a ciência cognitiva. Na psicologia, o termo é usado não apenas para se referir aos estados mentais individuais listados acima, mas também para uma avaliação mais global da saúde mental de uma pessoa.

## Definição
Várias teorias concorrentes foram propostas sobre quais são as características essenciais de todos os estados mentais, às vezes referidas como a busca da "marca do mental". Estas teorias podem ser divididas em abordagens epistêmicas, abordagens baseadas na consciência, abordagens baseadas na intencionalidade e funcionalismo. Estas abordagens discordam não apenas sobre como a mentalidade deve ser definida, mas também sobre quais estados contam como mentais. Os estados mentais abrangem um grupo diverso de aspectos de uma entidade, como as crenças, desejos, intenções ou experiências de dor desta entidade. As diferentes abordagens frequentemente resultam em uma caracterização satisfatória de apenas alguns deles. Isto levou alguns filósofos a duvidar de que haja uma marca unificadora do mental e, em vez disso, veem o termo "mental" como se referindo a um agrupamento de ideias vagamente relacionadas. Os estados mentais são geralmente contrastados com aspectos físicos ou materiais. Este contraste é geralmente baseado na ideia de que certas características dos fenômenos mentais não estão presentes no universo material como descrito pelas ciências naturais e podem até ser incompatíveis com ele.
Central para abordagens epistêmicas é a ideia de que o sujeito tem acesso epistêmico privilegiado aos seus estados mentais. Nesta visão, um estado de um sujeito constitui um estado mental se e somente se o sujeito tiver acesso privilegiado a ele. Argumentou-se que esse acesso é não inferencial, infalível e privado. O acesso não inferencial é insuficiente como marca do mental se for aceito que temos conhecimento não inferencial de coisas não mentais, por exemplo, na percepção regular ou na experiência corporal. Às vezes, se sustenta que o conhecimento dos próprios estados mentais é infalível, ou seja, que o sujeito não pode estar errado sobre tê-los. Mas embora isto possa ser verdade para alguns estados mentais conscientes, existem vários contra-exemplos, como estados mentais inconscientes ou emoções conscientes que não sabemos como categorizar. A caracterização mais influente do acesso privilegiado é que ele é privado, ou seja, que os estados mentais são conhecidos principalmente apenas pelo sujeito e somente através de seus sintomas, como atos de fala ou outras expressões, por outras pessoas. Um argumento influente, mas não universalmente aceito, contra essa tradição é o argumento da linguagem privada devido a Ludwig Wittgenstein. Ele argumenta que os estados mentais não podem ser privados porque, se fossem, não seríamos capazes de nos referir a eles usando a linguagem pública.
As abordagens baseadas na consciência sustentam que todos os estados mentais ou são conscientes por si mesmos ou têm a relação correta com os estados conscientes. Há controvérsia sobre como esta relação deve ser caracterizada. Uma das primeiras versões proeminentes, devida a John Searle, afirma que os estados não conscientes são mentais se constituem disposições para produzir estados conscientes. Isto geralmente leva a um modelo hierárquico da mente vendo apenas os estados conscientes como fenômenos mentais independentes, o que muitas vezes é um ponto de disputa para os oponentes das abordagens baseadas na consciência. Segundo sua linha de pensamento, alguns estados mentais inconscientes existem independentemente das suas contrapartes conscientes. Eles são chamados de "inconsciente profundo" (deep unconscious) e figuram nas ciências cognitivas e na psicanálise. Mas o sucesso deste contra-argumento depende tanto de permitir que o inconsciente profundo seja realmente mental quanto de como a relação de dependência negada pelo inconsciente profundo deve ser concebida.
As abordagens baseadas na intencionalidade identificam a intencionalidade, ou seja, que os estados mentais se referem a objetos e representam como é o mundo, com a marca do mental. Isto contorna vários problemas enfrentados pelas abordagens baseadas na consciência, já que atribuímos conteúdos representacionais tanto aos estados conscientes quanto aos inconscientes.  Dois argumentos principais foram apresentados contra esta abordagem: que algumas representações, como mapas, não são mentais e que alguns estados mentais, como a dor, não são representacionais. Os defensores das abordagens baseadas na intencionalidade responderam a estes argumentos dando uma explicação hierárquica de como as representações não mentais dependem das representações mentais, semelhante à relação entre os estados inconscientes e conscientes sugerida no último parágrafo, e tentando mostrar como estados mentais aparentemente não representacionais podem ser caracterizados como representacionais afinal de contas.
As abordagens funcionalistas definem os estados mentais em termos de seu papel na rede causal. Por exemplo, um estado de dor pode ser caracterizado como o que tende a ser causado por lesões corporais e a causar expressões de dor como gemidos. O behaviorismo é uma forma de funcionalismo que restringe essas caracterizações a reações corporais a situações externas, muitas vezes motivadas por uma tentativa de evitar referências a estados internos ou privados. Outras formas de funcionalismo são mais tolerantes ao permitir que tanto os estados externos quanto os internos caracterizem o papel causal dos estados mentais. A consciência fenomênica constitui uma dificuldade para abordagens funcionalistas, já que seus aspectos intrínsecos não são captados por papéis causais. Por exemplo, as causas e efeitos da dor omitem o fato de que a dor em si se sente desagradável.

## Classificações de estados mentais
Há uma grande variedade de tipos de estados mentais, que podem ser classificados de acordo com várias distinções. Estes tipos incluem percepção, crença, desejo, intenção, emoção e memória. Muitas das distinções propostas para estes tipos têm sobreposições significativas e algumas podem até ser idênticas. Os estados sensoriais envolvem impressões sensoriais, que estão ausentes em estados não sensoriais. As atitudes proposicionais são estados mentais que têm conteúdos proposicionais, em contraste com estados não proposicionais. Os estados intencionais referem-se a objetos ou estados de coisas, uma característica que falta nos estados não intencionais. Um estado mental é consciente se pertence à experiência fenomênica. Os estados mentais inconscientes também fazem parte da mente, mas carecem dessa dimensão fenomênica. Os estados mentais ocorrentes são ativos ou causalmente eficazes dentro da mente do dono, enquanto os estados não ocorrentes ou parados existem em algum lugar no fundo da mente, mas atualmente não desempenham um papel ativo em nenhum processo mental. Certos estados mentais são racionalmente avaliáveis: são racionais ou irracionais, dependendo se obedecem às normas de racionalidade. Mas outros estados são arracionais: estão fora do domínio da racionalidade. Uma classificação bem conhecida se deve a Franz Brentano, que distingue três categorias básicas de estados mentais: apresentações, julgamentos e fenômenos de amor e ódio.

### Tipos de estados mentais
Há uma grande variedade de tipos de estados mentais incluindo percepção, consciência corporal, pensamento, crença, desejo, motivação, intenção, deliberação, decisão, prazer, emoção, ânimo, imaginação e memória. Alguns destes tipos são precisamente contrastados uns com os outros, enquanto outros tipos podem se sobrepor. A percepção envolve o uso de sentidos, como visão, tato, audição, olfato e gosto, para adquirir informações sobre objetos materiais e eventos no mundo externo. Contrasta com a consciência corporal neste sentido, que trata dos acontecimentos internos de nosso corpo e não apresenta seus conteúdos como objetos independentes. Os objetos dados na percepção, por outro lado, são apresentados diretamente (ou seja, não inferencialmente) como existentes lá fora, independentemente do percebedor. A percepção é geralmente considerada confiável, mas nossas experiências perceptivas podem apresentar informações falsas às vezes e, portanto, podem nos enganar. A informação recebida na percepção é muitas vezes considerada mais no pensamento, no qual a informação é mentalmente representada e processada. Tanto as percepções quanto os pensamentos frequentemente resultam na formação de novas crenças ou na mudança de crenças existentes. As crenças podem constituir conhecimento se são justificadas e verdadeiras. São atitudes proposicionais cognitivas não sensoriais que têm uma direção de ajuste mente-a-mundo (mind-to-world direction of fit): representam o mundo como sendo de uma certa maneira e visam a verdade. Contrastam com os desejos, que são atitudes proposicionais conativas que têm uma direção de ajuste mundo-a-mente e visam mudar o mundo, representando como deveria ser. Os desejos estão intimamente relacionados com a agência: motivam o agente e, portanto, estão envolvidos na formação de intenções. As intenções são planos com os quais o agente está comprometido e que podem guiar as ações. A formação de intenções é às vezes precedida por deliberação e decisão, nas quais as vantagens e desvantagens de diferentes cursos de ação são consideradas antes de se comprometer com um deles. É comumente aceito que o prazer desempenha um papel central nessas considerações. "Prazer" refere-se à experiência que se sente bem, que envolve o gozo de algo. O tema das emoções está intimamente ligado com o da agência e do prazer. As emoções são respostas avaliativas a estímulos externos ou internos que estão associados a um sentimento de prazer ou desprazer e motivam várias reações comportamentais. As emoções são bastante semelhantes aos estados de ânimo, com a diferença de que os estados de ânimo tendem a surgir por períodos mais longos de cada vez e que os estados de ânimo geralmente não são claramente desencadeados por ou direcionados a um evento ou objeto específico. A imaginação está ainda mais distante do mundo real, pois representa coisas sem o objetivo de mostrar como elas realmente são. Todos os estados acima mencionados podem deixar traços na memória que tornam possível revivê-los posteriormente na forma de memória episódica.

### Sensação, atitudes proposicionais e intencionalidade
Uma distinção importante entre estados mentais é entre estados sensoriais e não sensoriais. Os estados sensoriais envolvem alguma forma de impressões sensoriais, como percepções visuais, impressões auditivas ou dores corporais. Os estados não sensoriais, como o pensamento, a intuição racional ou o sentimento de familiaridade, carecem de conteúdos sensoriais. Os estados sensoriais às vezes são equiparados a estados qualitativos e contrastados com estados de atitude proposicional. Os estados qualitativos envolvem qualia, que constituem o sentimento subjetivo de ter o estado em questão ou de como é estar nele. As atitudes proposicionais, por outro lado, são relações que um sujeito tem com uma proposição. Geralmente são expressas por verbos como crer, desejar, temer ou esperar junto com uma frase usando "que". Assim, crer que vai chover hoje, por exemplo, é uma atitude proposicional. Argumenta-se que o contraste entre estados qualitativos e atitudes proposicionais é enganoso, já que há alguma forma de sentimento subjetivo em certos estados proposicionais, como compreender uma sentença ou pensar de repente em algo. Isto sugeriria que também há estados qualitativos não sensoriais e algumas atitudes proposicionais podem estar entre eles. Outro problema com este contraste é que alguns estados são tanto sensoriais quanto proposicionais. Isto é o caso da percepção, por exemplo, que envolve impressões sensoriais que representam como o mundo é. Este aspecto representacional é geralmente entendido como envolvendo uma atitude proposicional.
Intimamente relacionado a estas distinções está o conceito de intencionalidade. A intencionalidade é geralmente definida como a característica dos estados mentais para se referir a objetos ou estados de coisas. A crença de que a lua tem uma circunferência de 10921 km, por exemplo, é um estado mental que é intencional em virtude de se referir à lua e sua circunferência. Às vezes se sustenta que todos os estados mentais são intencionais, ou seja, que a intencionalidade é a "marca do mental". Esta tese é conhecida como intencionalismo. Mas esta visão tem vários oponentes, que distinguem entre estados intencionais e não intencionais. Exemplos putativos de estados não intencionais incluem várias experiências corporais, como dores e coceiras. Devido a esta associação, às vezes se sustenta que todos os estados sensoriais carecem de intencionalidade. Mas tal visão ignora que certos estados sensoriais, como as percepções, podem ser intencionais ao mesmo tempo. É geralmente aceito que todas as atitudes proposicionais são intencionais. Mas embora os casos paradigmáticos de intencionalidade também sejam proposicionais, pode haver algumas atitudes intencionais que não são proposicionais. Este pode ser o caso quando uma atitude intencional é dirigida apenas a um objeto. Nesta visão, o medo de Elsie de cobras é uma atitude intencional não proposicional, enquanto o medo de Joseph de que será mordido por cobras é uma atitude intencional proposicional.

### Consciente e inconsciente
Um estado mental é consciente se pertence à experiência fenomênica. O sujeito está ciente dos estados mentais conscientes em que se encontra: há algum sentimento subjetivo em tê-los. Os estados mentais inconscientes também fazem parte da mente, mas carecem dessa dimensão fenomênica. Portanto, é possível que um sujeito esteja em um estado mental inconsciente, como um desejo reprimido, sem saber disso. Geralmente, afirma-se que alguns tipos de estados mentais, como sensações ou dores, só podem ocorrer como estados mentais conscientes. Mas também há outros tipos, como crenças e desejos, que podem ser tanto conscientes quanto inconscientes. Por exemplo, muitas pessoas compartilham a crença de que a lua está mais perto da Terra do que do Sol. Quando considerada, esta crença se torna consciente, mas é inconsciente de outra forma a maior parte do tempo. A relação entre estados conscientes e inconscientes é um tema controverso. Frequentemente, afirma-se que os estados conscientes são, em certo sentido, mais básicos e que os estados mentais inconscientes dependem deles. Uma dessas abordagens afirma que os estados inconscientes têm que ser acessíveis à consciência, que são disposições do sujeito para entrar em suas correspondentes contrapartidas conscientes. Segundo esta posição, não pode haver um "inconsciente profundo", ou seja, estados mentais inconscientes que não podem se tornar conscientes.
O termo "consciência" às vezes é usado não no sentido de consciência fenomênica, como acima, mas no sentido de consciência de acesso (access consciousness). Um estado mental é consciente neste sentido se a informação que carrega está disponível para raciocinar e guiar o comportamento, mesmo que não esteja associado a qualquer sentimento subjetivo caracterizando a experiência fenomênica simultânea. Os estados conscientes de acesso são semelhantes, mas não idênticos, aos estados mentais ocurrentes, o tema da próxima seção.

### Ocorrente e parado
Um estado mental é ocurrente se é ativo ou causalmente eficaz dentro da mente do dono. Os estados não ocorrentes são chamados estados parados ou disposicionais. Eles existem em algum lugar no fundo da mente, mas atualmente não desempenham um papel ativo em nenhum processo mental. Esta distinção às vezes é identificada com a distinção entre estados mentais fenomênicamente conscientes e inconscientes. Parece ser o caso que as duas distinções se sobrepõem, mas não coincidem totalmente, apesar do fato de que todos os estados conscientes são ocurrentes. Isto é assim porque os estados inconscientes podem se tornar causalmente ativos enquanto permanecem inconscientes. Um desejo reprimido pode afetar o comportamento do agente enquanto permanece inconsciente, o que seria um exemplo de um estado mental ocorrente inconsciente. A distinção entre estados ocorrentes e parados é especialmente relevante para crenças e desejos. A qualquer momento, parece haver um grande número de coisas em que acreditamos ou coisas que queremos que não são relevantes para nossa situação atual. Estes estados permanecem inativos no fundo da mente, embora a pessoa os tem. Por exemplo, enquanto Ann está envolvida em seu jogo de computador favorito, ela ainda acredita que os cães têm quatro pernas e deseja ter um cão de estimação em seu próximo aniversário. Mas estes dois estados não desempenham nenhum papel ativo em seu estado de mente atual. Outro exemplo vem do sono sem sonhos, quando a maioria ou todos os nossos estados mentais são estados parados.

### Racional, irracional e arracional
Certos estados mentais, como crenças e intenções, são racionalmente avaliáveis: ou são racionais ou irracionais, dependendo se obedecem às normas da racionalidade. Mas outros estados, como impulsos, experiências de tontura ou fome, são arracionais: estão fora do domínio da racionalidade e não podem ser nem racionais, nem irracionais. Uma distinção importante dentro da racionalidade diz respeito à diferença entre a racionalidade teórica e a prática. A racionalidade teórica abrange crenças e seus graus, enquanto a racionalidade prática se concentra em desejos, intenções e ações. Alguns teóricos pretendem fornecer um relato abrangente de todas as formas de racionalidade, mas é mais comum encontrar tratamentos separados de formas específicas de racionalidade que deixam aberta a relação com outras formas de racionalidade.
Há várias definições concorrentes do que constitui racionalidade, mas nenhuma resposta universalmente aceita. Alguns relatos enfocam a relação entre estados mentais para determinar se um estado particular é racional. Segundo um ponto de vista, um estado é racional se está bem fundamentado em outro estado que atua como sua fonte de justificação. Por exemplo, a crença de Scarlet de que está chovendo em Manchester é racional porque se baseia em sua experiência perceptiva da chuva, enquanto a mesma crença seria irracional para Frank, já que carece de tal base perceptual. Uma versão diferente de tal abordagem sustenta que a racionalidade surge em virtude da coerência entre os diferentes estados mentais de um sujeito. Isto envolve uma perspectiva holística que se preocupa menos com a racionalidade dos estados mentais individuais e mais com a racionalidade da pessoa como um todo. Outros relatos se concentram não na relação entre dois ou vários estados mentais, mas em responder corretamente a razões externas. Razões são geralmente entendidas como fatos que contam a favor ou contra algo. Segundo este relato, a crença acima mencionada de Scarlet é racional porque responde corretamente ao fato externo de que está chovendo, o que constitui uma razão para manter esta crença.

### Classificação segundo Brentano
Uma classificação influente dos estados mentais deve-se a Franz Brentano. Argumenta que existem três tipos básicos: apresentações, julgamentos e fenômenos de amor e ódio. Todos os estados mentais pertencem a um desses tipos ou são constituídos por combinações deles. Estes tipos diferentes diferem não no conteúdo ou no que é apresentado, mas no modo ou como é apresentado. O tipo mais básico é a apresentação, que está envolvida em todos os estados mentais. Apresentações puras, como na imaginação, apenas mostram seu objeto sem qualquer informação adicional sobre os aspectos verídicos ou avaliativos de seu objeto. Um julgamento, por outro lado, é uma atitude dirigida a uma apresentação que afirma que sua apresentação é verdadeira ou falsa, como é o caso na percepção regular. Fenômenos de amor e ódio envolvem uma atitude avaliativa em relação a sua apresentação: mostram como as coisas deveriam ser, o objeto apresentado é visto como bom ou mau. Isto acontece, por exemplo, nos desejos. Tipos mais complexos podem ser construídos através de combinações destes tipos básicos. Ficar decepcionado com um evento, por exemplo, pode ser interpretado como um julgamento de que este evento ocorreu juntamente com uma avaliação negativa dele. A distinção de Brentano entre julgamentos, fenômenos de amor e ódio e apresentações está intimamente relacionada com a ideia mais recente de direção de ajuste entre o estado mental e o mundo, ou seja, a direção de ajuste mente-a-mundo para julgamentos, a direção de ajuste mundo-a-mente para fenômenos de amor e ódio e a direção de ajuste nula para meras apresentações.  O sistema tripartido de classificação de Brentano foi modificado de várias formas pelos discípulos de Brentano. Alexius Meinong, por exemplo, divide a categoria de fenômenos de amor e ódio em duas categorias distintas: sentimentos e desejos. Uriah Kriegel é um defensor contemporâneo da abordagem de Brentano em relação à classificação dos fenômenos mentais.